# Cidade metropolitana de Bolonha
A Cidade metropolitana de Bolonha (em italiano: Città metropolitana di Bologna) é uma entidade italiano da região Emília-Romanha, no norte do país. A sua capital é a cidade de Bolonha.
Desde o 1 de janeiro de 2015 tem substituído à província de Bolonha.
Tem um área de 3 703 km2 e uma população total de 1 004 323 hab. (2014).

## Municípios metropolitanos
A Cidade metropolitana consta de 56 localizações:
| - Anzola dell'Emilia - Argelato - Baricella - Bentivoglio - Bolonha (capital) - Borgo Tossignano - Budrio - Calderara di Reno - Camugnano - Casalecchio di Reno - Casalfiumanese - Castel d'Aiano - Castel del Rio - Castel di Casio - Castel Guelfo di Bologna - Castel Maggiore - Castel San Pietro Terme - Castello d'Argile - Castenaso | - Castiglione dei Pepoli - Crevalcore - Dozza - Fontanelice - Gaggio Montano - Galliera - Granaglione - Granarolo dell'Emilia - Grizzana Morandi - Imola - Lizzano in Belvedere - Loiano - Malalbergo - Marzabotto - Medicina - Minerbio - Molinella - Monghidoro - Monte San Pietro | - Monterenzio - Monzuno - Mordano - Ozzano dell'Emilia - Pianoro - Pieve di Cento - Porretta Terme - Sala Bolognese - San Benedetto Val di Sambro - San Giorgio di Piano - San Giovanni in Persiceto - San Lazzaro di Savena - San Pietro in Casale - Sant'Agata Bolognese - Sasso Marconi - Valsamoggia - Vergato - Zola Predosa |